# Museu Militar dos Açores
O Museu Militar dos Açores (MMA) localiza-se no Forte de São Brás, na cidade de Ponta Delgada, na ilha de São Miguel, Região Autónoma dos Açores, em Portugal.

## História

### Antecedentes
Finda a Segunda Guerra Mundial, o militar e historiador açoriano Coronel Rodrigo Álvares Pereira, em artigo a propósito da história do Forte de São Brás, apelava para que: "(...) salvemos – ainda é tempo, o único monumento militar-histórico que existe em Ponta Delgada, façamos a sua reconstrução arquitectónica completa e perfeita (…) e transformámo-lo num Museu, como evidentemente está indicado." 
A ideia da instalação de um Museu Militar nas dependências do Forte de São Brás visava preservar aquele exemplar representativo de uma fortificação renascentista, além do que urgia estancar a saída ou destruição do património histórico-militar do Exército Português nos Açores que, ao longo de cinco séculos, se perdera na totalidade.
Outros factores não despiciendos a considerar no levantamento do futuro Museu Militar dos Açores seriam a aguda crise económica então em curso, o espaço onde ficaria instalado, e a sua função social: demonstrar através do seu "discurso" expositivo a história militar dos Açores nos seus múltiplos aspectos.

### Criação
O MMA surgiu na sequência da reestruturação do Exército Português prevista no Decreto-Lei n.º 50/93 de 26 de fevereiro. Foi formalmente criado pelo Despacho n.º 72/MDN/93 de 30 de junho (DR n.º 163, II Série, de 14 de julho de 1993) e tornado efectivo por força do Despacho n.º 133/93 de 14 de julho do General CEME.
Ficou na dependência hierárquica do Comando da Zona Militar dos Açores (ZMA) e técnica da então DDHM.
O seu primeiro Q.O. (pessoal) foi aprovado pelo Despacho do General CEME de 7 de junho de 1993.

### Instalação
Em 1993, todavia, ainda não estavam criadas as condições necessárias para a implementação do MMA por indefinição da ilha(s) em que ficaria instalado, da infraestrutura de funcionamento, da falta de pessoal, de material e de colecções.
O assunto só voltou a ser ventilado em 1995 por iniciativa dos O.C.S. da ilha Terceira, que defendiam a instalação do MMA naquela ilha, argumentando, entre outras razões, a necessidade de expor o riquíssimo acervo militar existente no Museu de Angra do Heroísmo.
Este fato deu a origem a diversificada (e improfícua) troca de correspondência, pareceres e solicitações entre o Comando da ZMA, EME, Governo Regional dos Açores, etc., que se arrastou até 1999.
Naquele ano o Comando da ZMA avançou com uma proposta concreta de instalação do MMA no Forte de São Brás em Ponta Delgada, em coabitação com o Comando e QG/ZMA e a indicação de um oficial para seu director que prontamente foram deferidas pelo EME (Despacho de 13 de outubro de 1999 do General AGE). Assim, a partir de 16 de outubro de 1999 foram dados os primeiros passos tendentes a dar vida a este órgão militar, com sede provisória no piso térreo do PM/56/PD, enquanto no Forte de São Brás não fossem executadas as obras de adaptação necessárias ao seu funcionamento. Em 2000 estas começaram a ser planeadas, financiadas e executadas pela Delegação de Lisboa da Direcção de Edifícios e Monumentos Nacionais que intervieram nos seguintes espaços: consolidação das cortinas e baluartes do forte, instalações administrativas, bateria Príncipe Regente (parcialmente) e sala de exposições temporárias.
O MDM ao abrigo do protocolo aprovado pelo Despacho de 25 de agosto de 1999 do Secretario de Estado do MDM financiou a recuperação da Bateria D. Maria II e os seus paióis abobadados da cortina sul. O EME executou em 2005/2006 a obra de cobertura da Bateria D. Maria II, recuperação da cozinha e rés-do-chão da antiga caserna.
Em simultâneo, a D.S.I., através de um apreciável esforço financeiro, permitiu a aquisição dos equipamentos museográficos e de secretaria necessários ao funcionamento do MMA.
As peças museológicas iniciais foram obtidas recorrendo ao material abatido das Unidades da ZMA, doações particulares e fornecidas por alguns depósitos centrais do Exército.

## Presente
O MMA começou a receber os primeiros visitantes, embora em regime condicionado em 2002 e abriu ao público em geral em 2005.
Dá especial relevo à sua função social, que mais que instruir, deve formar o público em geral e os jovens em particular, fazendo criar o gosto e o interesse pelo património e pela história, bem como tornar-se num prolongamento do espaço público.
O Museu Militar dos Açores registou, no ano de 2015, mais de 21.000 visitantes.
Horário de Visitas
Segunda-Feira a Sexta-Feira
Inverno: 10h00 - 17h30
Verão: 10h00 - 18h00
Sábado e Domingo
10h00 - 13h30 / 14h00 - 18h00
Feriados
Encerrado 